# Ocinebrina atropurpurea
Ocinebrina atropurpurea är en snäckart som först beskrevs av Carpenter 1865.  Ocinebrina atropurpurea ingår i släktet Ocinebrina och familjen purpursnäckor. Inga underarter finns listade i Catalogue of Life.